# Sziraz Tal
Sziraz Tal (hebr.) שירז טל (ang.) Shiraz Tal (ur. 13 października 1974 w Netanji) – izraelska modelka.

## Życiorys
Została odkryta przez poszukiwacza nowych modelek w Tel Awiwie w 1989 roku. Jeszcze w tym samym roku zadebiutowała na paryskich bulwarach. Po udanym debiucie z miejsca podpisała kontrakty w: Londynie, Hamburgu, Monachium, Mediolanie, Nowym Jorku, a nawet w Miami. Bardzo szybko udało jej się trafić na okładki najbardziej prestiżowych magazynów mody. Ozdabiała międzynarodowe edycje m.in.: Vogue'a, Marie Claire oraz Elle.
W ciągu piętnastu lat międzynarodowej kariery, na wybiegach prezentowała kolekcje renomowanych projektantów i domów mody, jak: Chanel, Giorgio Armani, Kenzo, Michael Kors, Yves Saint Laurent, Valentino.
Wzięła również udział w licznych kampaniach reklamowych dla takich firm, jak: Dolce & Gabbana, Emanuel Ungaro, Giorgio Armani, Gucci, Helena Rubinstein, Thierry Mugler, Victoria’s Secret.